# سیارک ۱۵۹۶۴
سیارک ۱۵۹۶۴ (به انگلیسی: 15964 Billgray، نامگذاری:1998DU) پانزده هزار و نهصد و شصت و چهارمین سیارک کشف شده‌است که در ۱۹ فوریه ۱۹۹۸ کشف شد.
قدر مطلق سیارک برابر ۱۵٫۲۰ است.